# Прас-прес
„Прас-прес“ е сатиричен вестник, основан и издаван в България от 2017 година. Излиза на хартиен носител седмично и има своя онлайн версия.
Основан е на 27 януари 2017 г., като собственост на „Прас прес“ ООД. Първият брой на вестника излиза на 1 март 2017 г. Основатели на вестника са Чавдар Николов, Чавдар Георгиев, Христо Комарницки и Иван Бакалов. Те се наричат „четиримата невъзпитани карикатуристи“.
Сред авторите са Христо Комарницки, Чавдар Николов, Чавдар Георгиев, господин Балев и Алла Георгиева.